# Gina Kingsbury
Gina Kingsbury (Uranium City, 26 novembre 1981) è un'ex hockeista su ghiaccio canadese.
Ha vinto due medaglie olimpiche nell'hockey su ghiaccio con la nazionale femminile canadese, entrambe d'oro. In particolare ha vinto con la sua squadra il torneo femminile alle Olimpiadi invernali 2006 di Torino e alle Olimpiadi invernali 2010 di Vancouver.
Nelle sue partecipazioni ai campionati mondiali ha conquistato tre medaglie d'oro (2001, 2004 e 2007) e tre medaglie d'argento (2005, 2008 e 2009).